# 郑益龙
郑益龙（1979年1月—2013年3月1日），男，汉族，广东汕头潮阳区人，是武警广州市支队船艇大队副政治教导员。1997年12月入伍，1998年12月入党。
在2013年3月1号下午陪其岳父外出看医生，途中跳到珠江救回跌落江的汕头人陈永标，在救援过程中其被急流冲走。
武警廣州市支隊船艇大隊官兵第一時間派了586號艇展開搜救，又協調駐地政府和海事部門配合，在珠江沿岸設置搜救站，不间断地搜救。到3月2号，警方再出动3个派出所的警力、1个大队、6艘搜救艇、6名蛙人、一共41名警员进行搜索。
郑益龙的遗体在4号晚上8点50分被发现和打捞，位置就在滨江西路附近的珠江面，在他落水处的下游约500至600米。

## 家庭
郑益龙2006年和庞洪雨相识、相恋，2009年结婚，后生下儿子。郑益龙牺牲时，儿子仅九个月。